# Suor Angelica

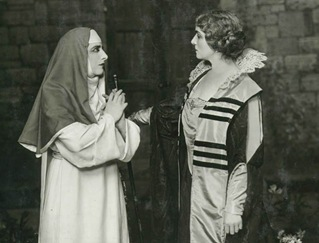
Geraldine Farrar dans le rôle de Suor Angelica et dans le rôle de la princesse lors de la première mondiale au Metropolitan Opera, New York, 1918.

Sœur Angélique
Suor Angelica (littéralement Sœur Angélique en français) est un opéra en un acte de Giacomo Puccini sur un livret original en italien de Giovacchino Forzano. C’est le deuxième opéra du trio appelé Il trittico (Le Triptyque). En raison de sa courte durée, il est souvent joué avec l'une ou les deux autres œuvres du trio : Il tabarro  et Gianni Schicchi. Il fut représenté pour la première fois au Metropolitan Opera de New York le 14 décembre 1918.

## Genèse et création

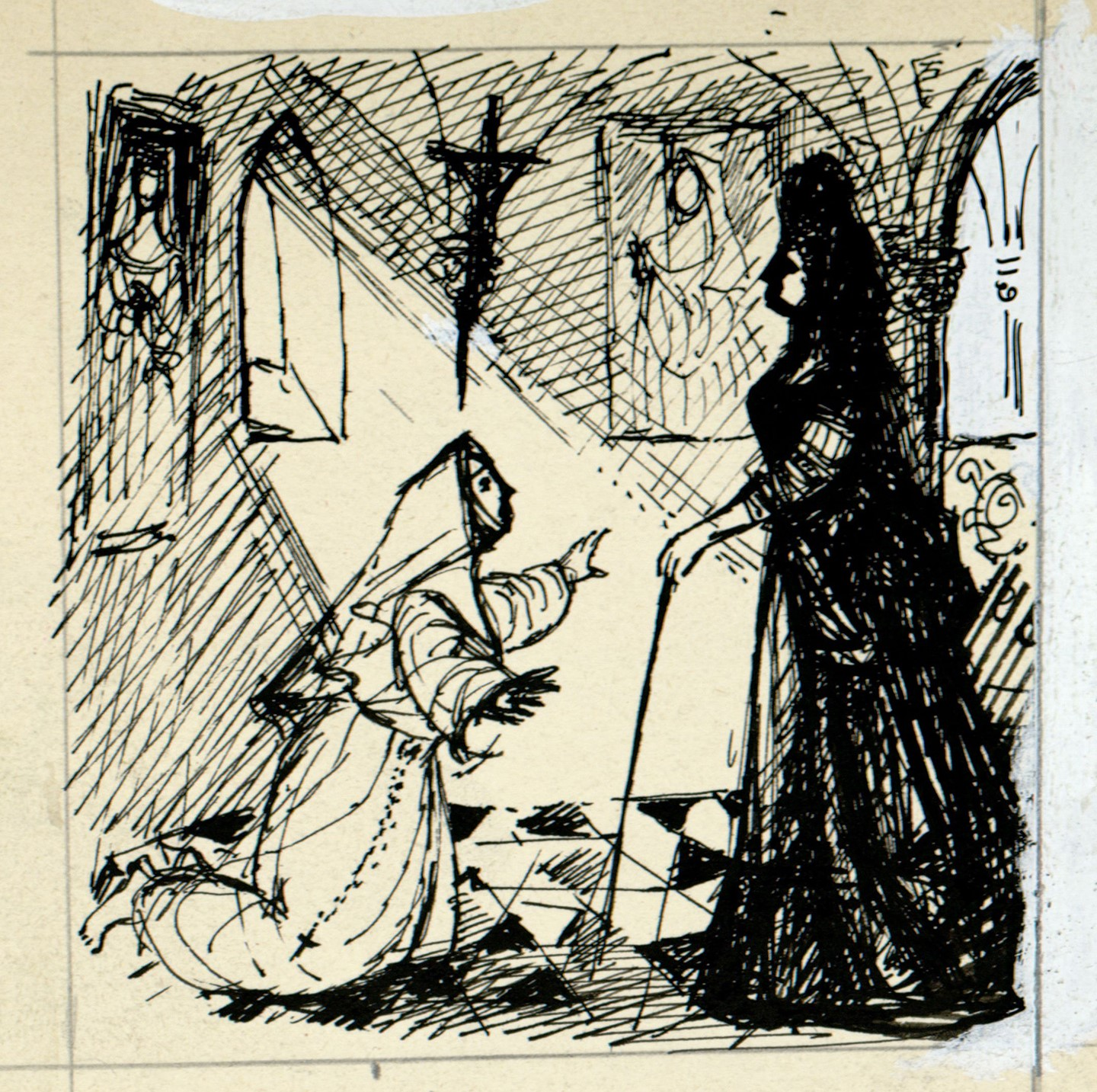
Peter Hoffer : Dessin de couverture du livret, pour Suor Angelica.

Après l'achèvement de Il tabarro, premier volet du trittico, un jeune librettiste, Giovacchino Forzano se présente au compositeur. Il lui apporte deux sujets qui conquièrent littéralement Puccini qui formeront les deux autres volets du triptyque : Suor Angelica et Gianni Schicchi. Il se consacre d'abord à l'écriture du second volet dès le début de 1917, puis interrompt momentanément celui-ci pour se consacrer aux premières esquisses du troisième volet, Gianni Schicchi durant l'été de la même année, avant de reprendre Suor Angelica qui termine au mois de septembre 1917.
L'opéra fut jugé anémique par la critique le soir de la première et devint relativement impopulaire. Lord Harewood écrivit dans le Kobbé, considéré comme une référence par beaucoup en matière de dictionnaire d'opéras, que celui-ci n'avait jamais eu de succès, consacrant un très court paragraphe à l'œuvre (le plus court de très loin de tout ce livre). L'opéra est certes moins accessible que Il tabarro et Gianni Schicchi, dont la valeur semble aujourd'hui incontestée ; à la première écoute, la partition peu paraître assez austère mais une plus grande familiarisation permet d'en découvrir toutes les richesses.

## Argument
Vers la fin du XVIIe siècle, dans un couvent près de Sienne.
L’opéra s’ouvre par des scènes montrant des aspects typiques de la vie au couvent - toutes les  sœurs chantent des hymnes, la monitrice gronde deux sœurs laïques, toutes se rassemblent pour la récréation dans la cour. Les sœurs se réjouissent car, comme l’explique la maîtresse des Novices, c’est le premier des trois soirs où, chaque année, le soleil couchant frappe la fontaine de sorte que son eau devient dorée. Cet événement rappelle aux sœurs l’une des leurs qui est morte, Bianca Rosa. Sœur Geneviève suggère qu’elles versent de l’eau dorée sur sa tombe.
Les religieuses discutent ensuite de leurs souhaits - tandis que la monitrice croit que tout souhait est mauvais, Sœur Geneviève avoue qu’elle souhaite revoir des agneaux, et Sœur Dolcina souhaite manger quelque chose de bon. Sœur Angélique dit ne pas avoir de souhait mais, dès qu’elle a dit cela, les religieuses commencent à commérer - Sœur Angélique a menti, car son vrai souhait est d’entendre parler de sa famille riche et noble, ce qui n’est pas arrivé depuis sept ans. Il se dit qu’elle a été envoyée au couvent à titre de punition.

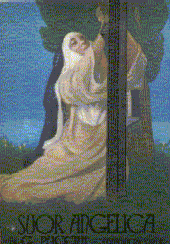
Poster de l'opéra.

La conversation est interrompue par la Sœur infirmière, qui demande à Sœur Angélique de faire un remède à base d’herbes - la spécialité de Sœur Angélique. Deux tourières arrivent alors, amenant des provisions au couvent, ainsi que la nouvelle qu’un grand carrosse attend à l’extérieur du couvent. Sœur Angélique devient immédiatement nerveuse et bouleversée, pensant à juste titre que quelqu’un de sa famille est venu lui rendre visite. L’abbesse gronde Sœur Angélique pour son excitation inappropriée puis continue en annonçant la visiteuse, la Princesse, tante de Sœur Angélique.
La Princesse explique que la sœur d’Angélique va se marier et qu’Angélique doit signer un document renonçant à prétendre à son héritage. Angélique répond qu’elle s’est repentie de son péché, mais qu’il y a une chose qu’elle ne peut donner à la Vierge - elle ne peut oublier le souvenir de son fils (illégitime) qui lui a été enlevé il y a sept ans. La princesse refuse de parler, mais finit par informer Sœur Angélique que son fils est mort de fièvre. Sœur Angélique, bouleversée, signe le document et s’écroule en larmes. La princesse s’en va.
Sœur Angélique est saisie par une vision céleste - elle croit entendre son fils qui lui demande de le rejoindre au paradis. Elle se prépare un poison et le boit mais réalise que, en se suicidant, elle s’est damnée. Elle prie la Vierge Marie d’avoir pitié d’elle et, en mourant, elle voit un miracle : la Vierge Marie apparaît, ainsi que le fils de Sœur Angélique, qui court l’embrasser.

## Airs célèbres
- Air d'Angélique : « Senza mamma » (« Sans maman »)

## Discographie
- Renata Tebaldi, Giulietta Simionato, dir. Lamberto Gardelli, 1961 (Decca)
- Katia Ricciarelli, Fiorenza Cossotto, Orchestre de l'Académie Sainte-Cécile, dir. Bruno Bartoletti, 1973 (RCA)
- Renata Scotto, Marylin Horne, dir. Lorin Maazel, 1978 (Sony)